# Tehov (district de Benešov)
Pour les articles homonymes, voir Tehov.
Tehov (en allemand : Tehow) est une commune du district de Benešov, dans la région de Bohême-Centrale, en Tchéquie. Sa population s'élevait à 355 habitants en 2020.

## Géographie
Tehov se trouve à 6 km au nord-est de Vlašim, à 21 km à l'est-sud-est de Benešov et à 54 km au sud-est de Prague.
La commune est limitée par Libež au nord-ouest, par Psáře au nord-est, par Trhový Štěpánov à l'est, par Rataje au sud, et par Kladruby au sud-ouest et par Ctiboř à l'ouest.

## Histoire
La première mention écrite de la localité date de 1352. Tehov a absorbé la commune de Nemíž en 2009.

## Galerie

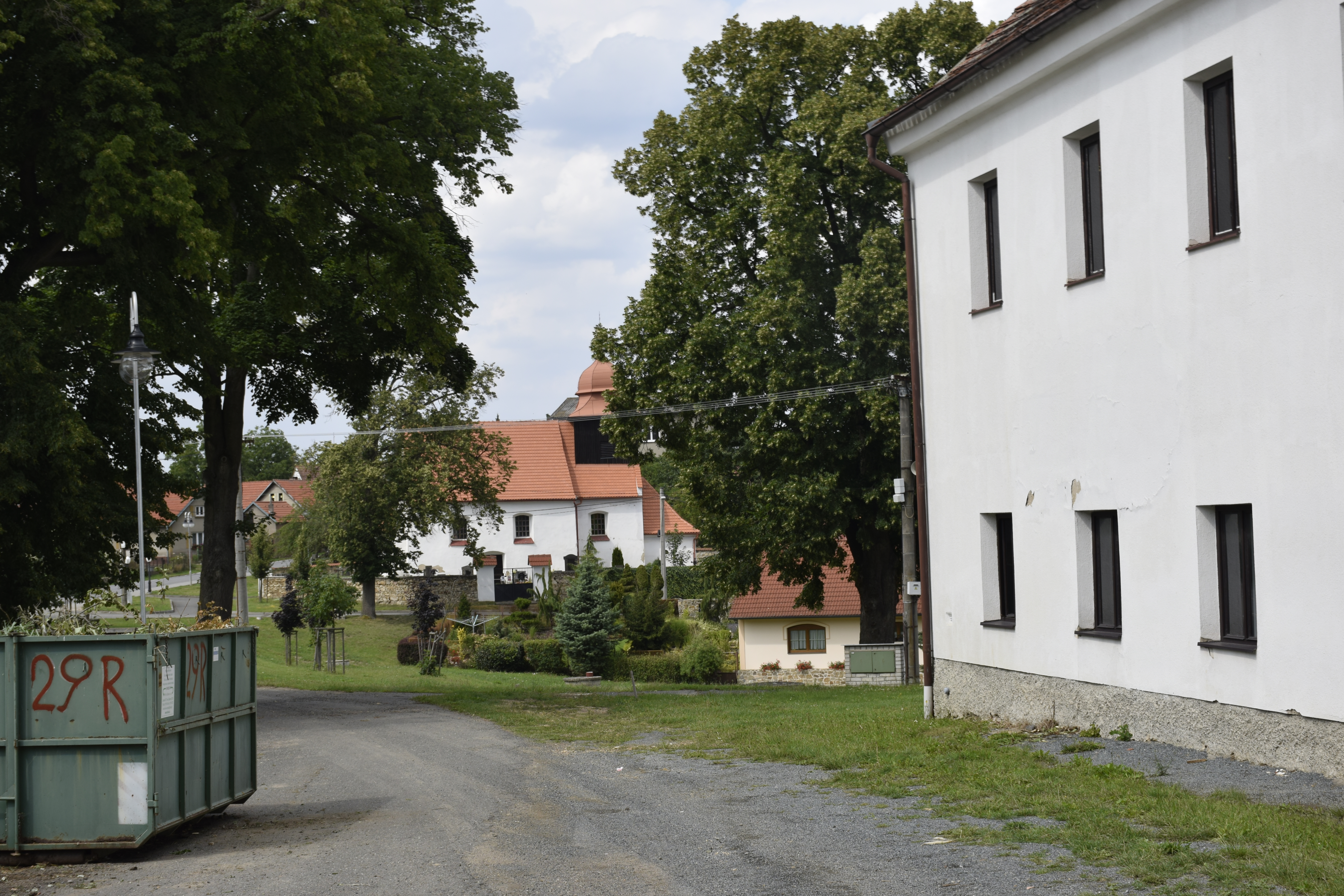
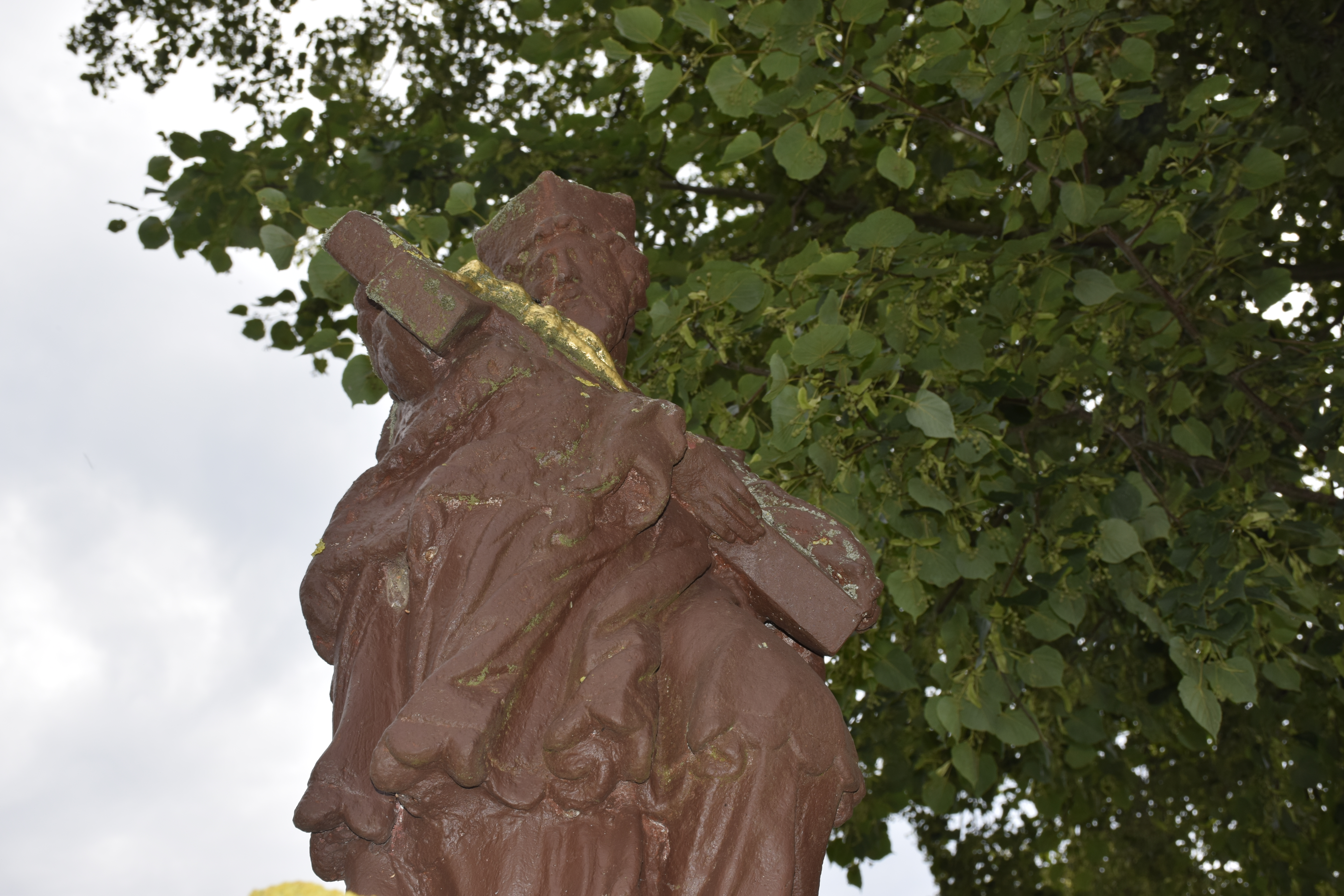
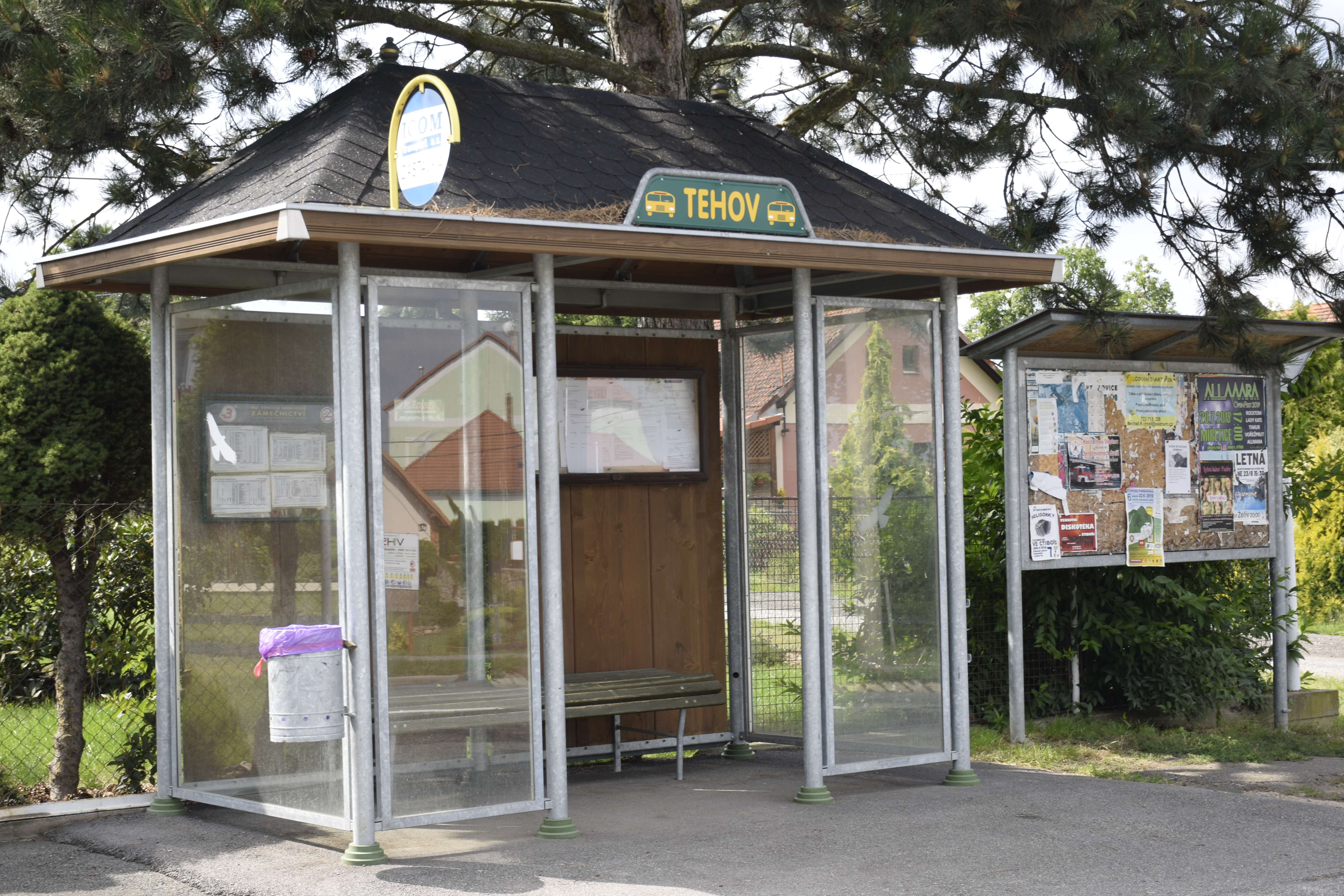
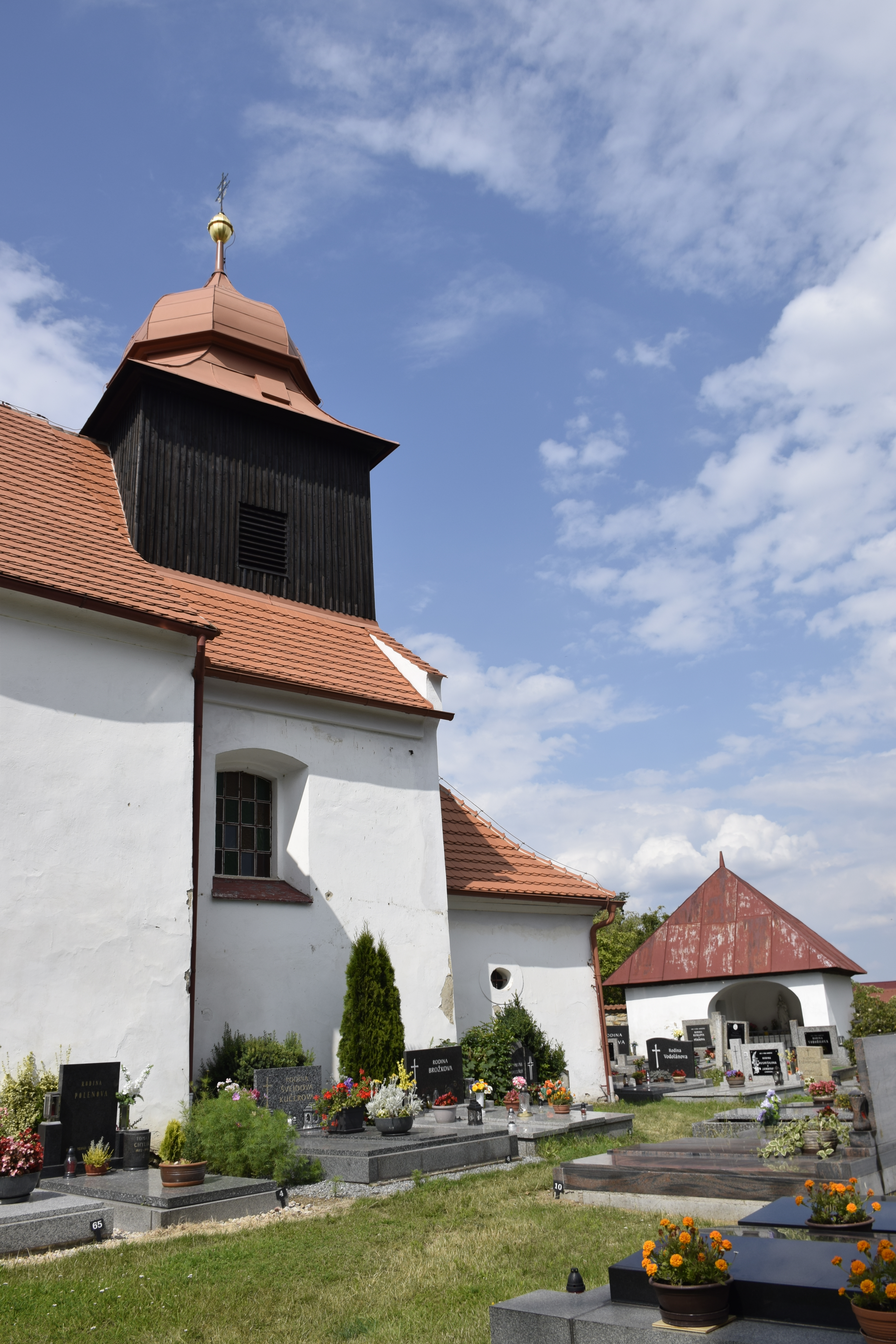
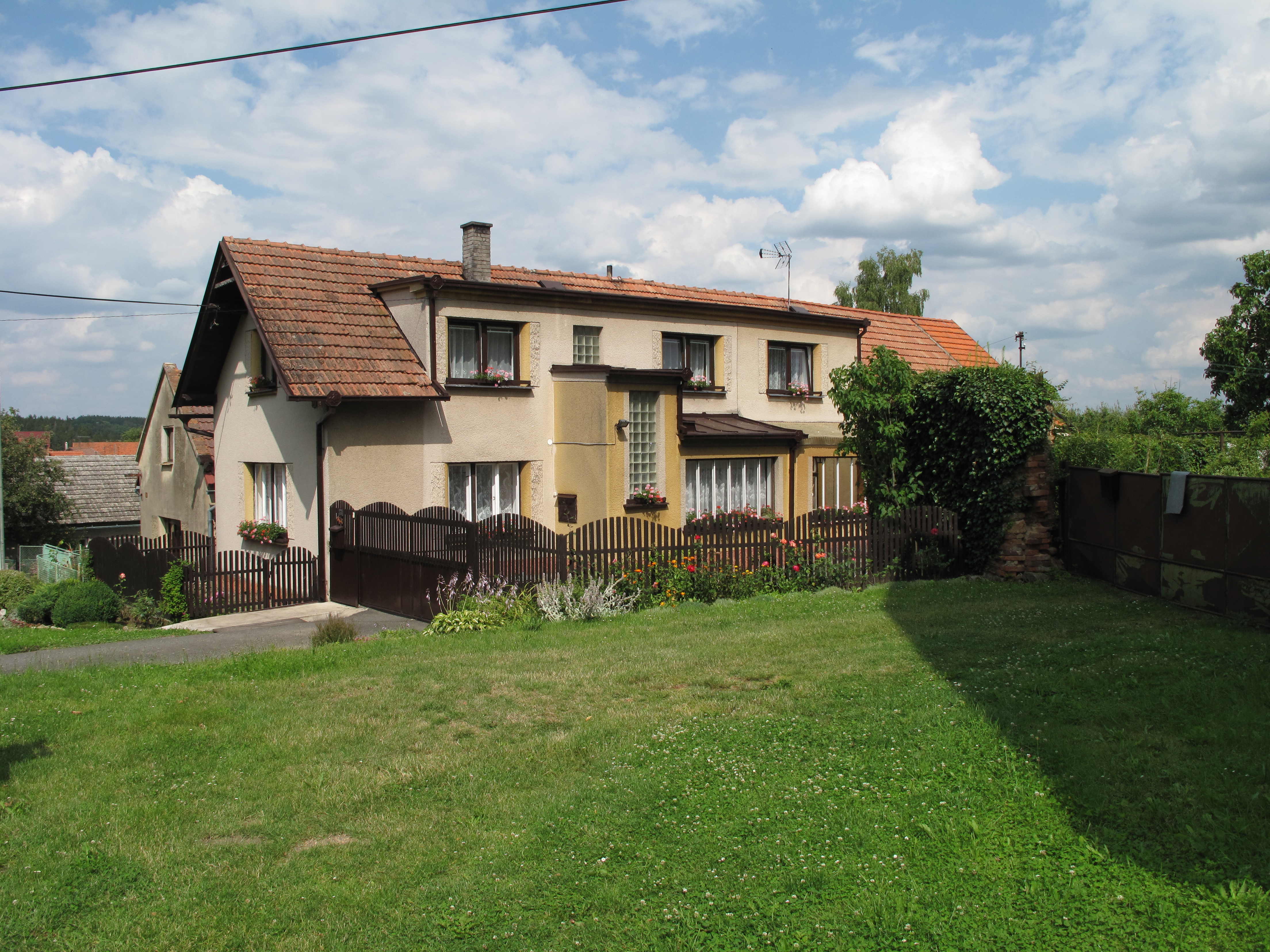